# خوركش (سيمكان)
خورکش (بالفارسية: خورکش) هي قرية تقع في إيران في قسم سیمکان الريفي. يقدر عدد سكانها بـ 309 نسمة بحسب إحصاء 2016.